# مكتبة بيكهام

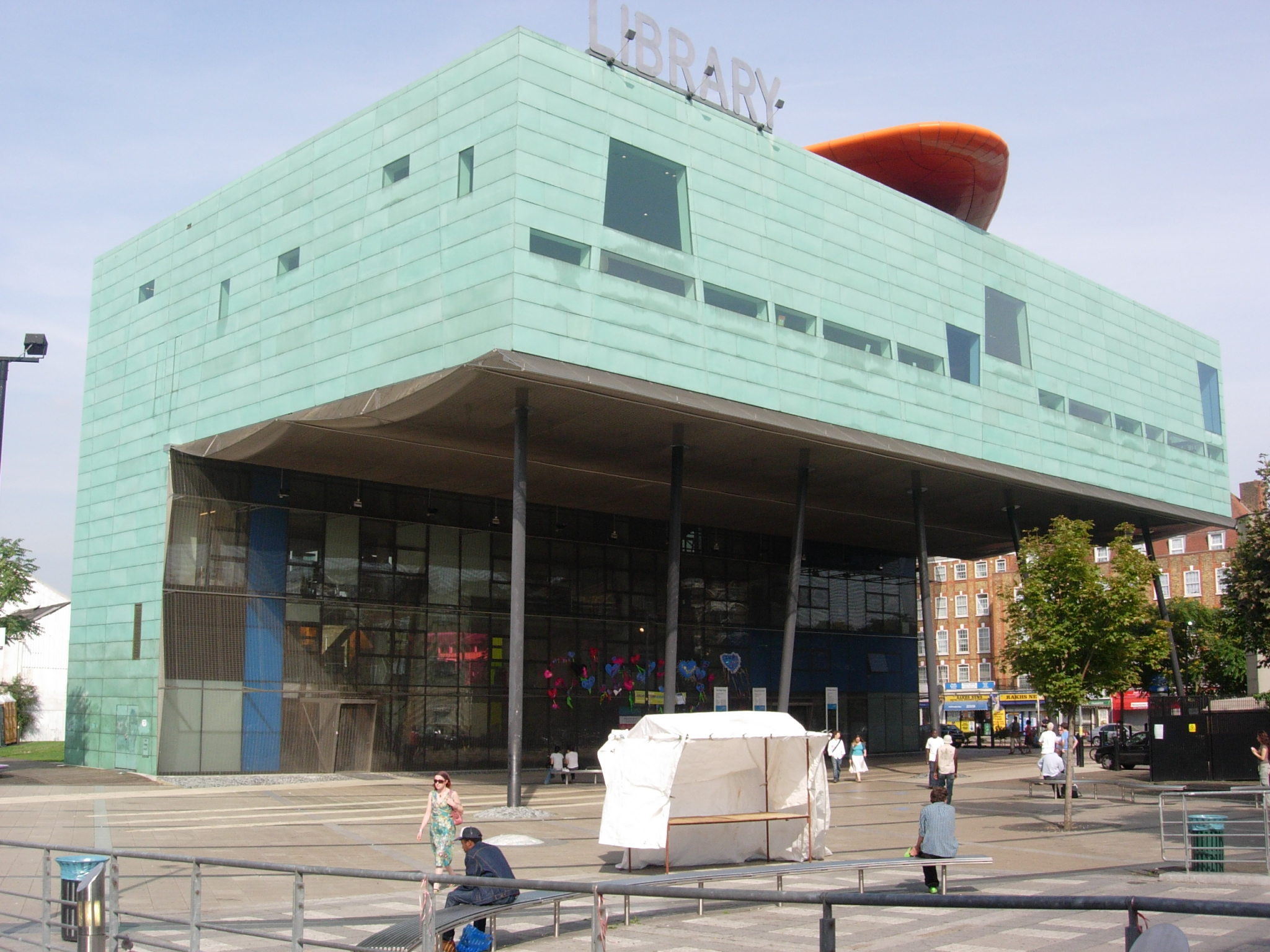
الحائز على جائزة ستيرلنغ للعمارة

مكتبة بيكهام هي مكتبة ومبنى مجتمعي يقع في بيكهام في جنوب شرق لندن. و صمم من قبل ويل ألسوب، وحاز على جائزة ستيرلنغ للعمارة في عام 2000.

## نبذة
يعتبر مبنى جميل من الأفضل تتخيله كحرف كبير مقلوب، مع إسناد الجزء العلوي بأعمدة فولاذية رفيعة بزوايا عشوائية على ما يبدو. الجزء الخارجي مغطى بالنحاس المغطى مسبقًا. انبهر حكام جائزة «ستيرلنغ» بنهج المبنى. اتخذت اوسلو بصمة الخطة للمكتبة تقليدية ورفعتها لإنشاء مساحة عامة أسفل المبنى ولإزالة مساحة القراءة الهادئة من ضوضاء مستوى الشارع. المباني الداعمة المتبقية في الطابقين الأرضي والأول تضم مركز المعلومات والإعلام.

## الإفتتاح
افتتحت المكتبة للعامة في 8 مارس 2000 ، بافتتاح رسمي من قبل وزير الدولة للثقافة والإعلام والرياضة ، كريس سميث ، في 15 مايو 2000. اجتذب المبنى 500 ألف زائر في سنته الأولى من الافتتاح من بعد استلامه الجائزة. انخفض هذا إلى ما يقرب من 420،000 لعام 2006.

## الصور

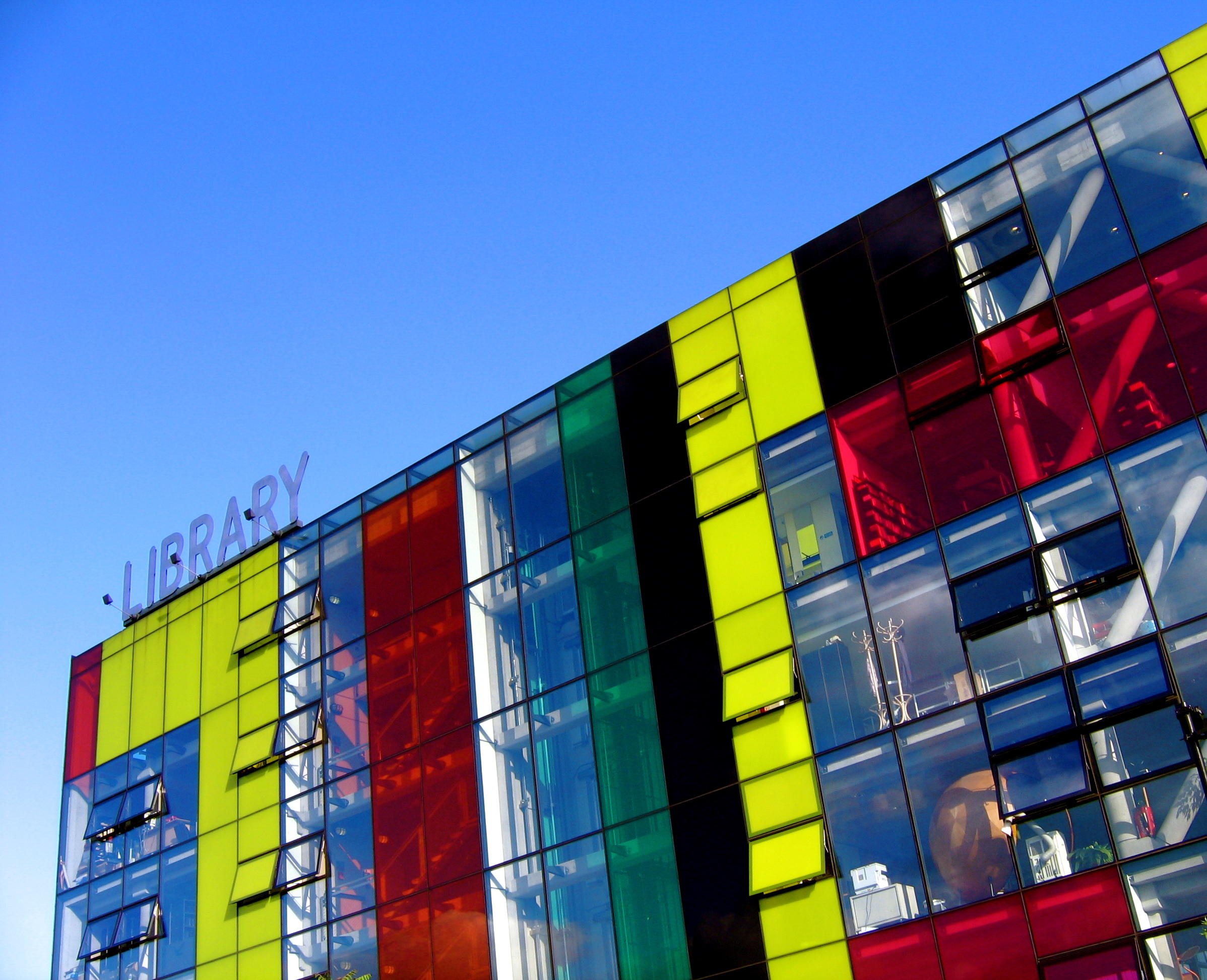
الواجهة الخلفية للمبنى مواجهة للشمال.
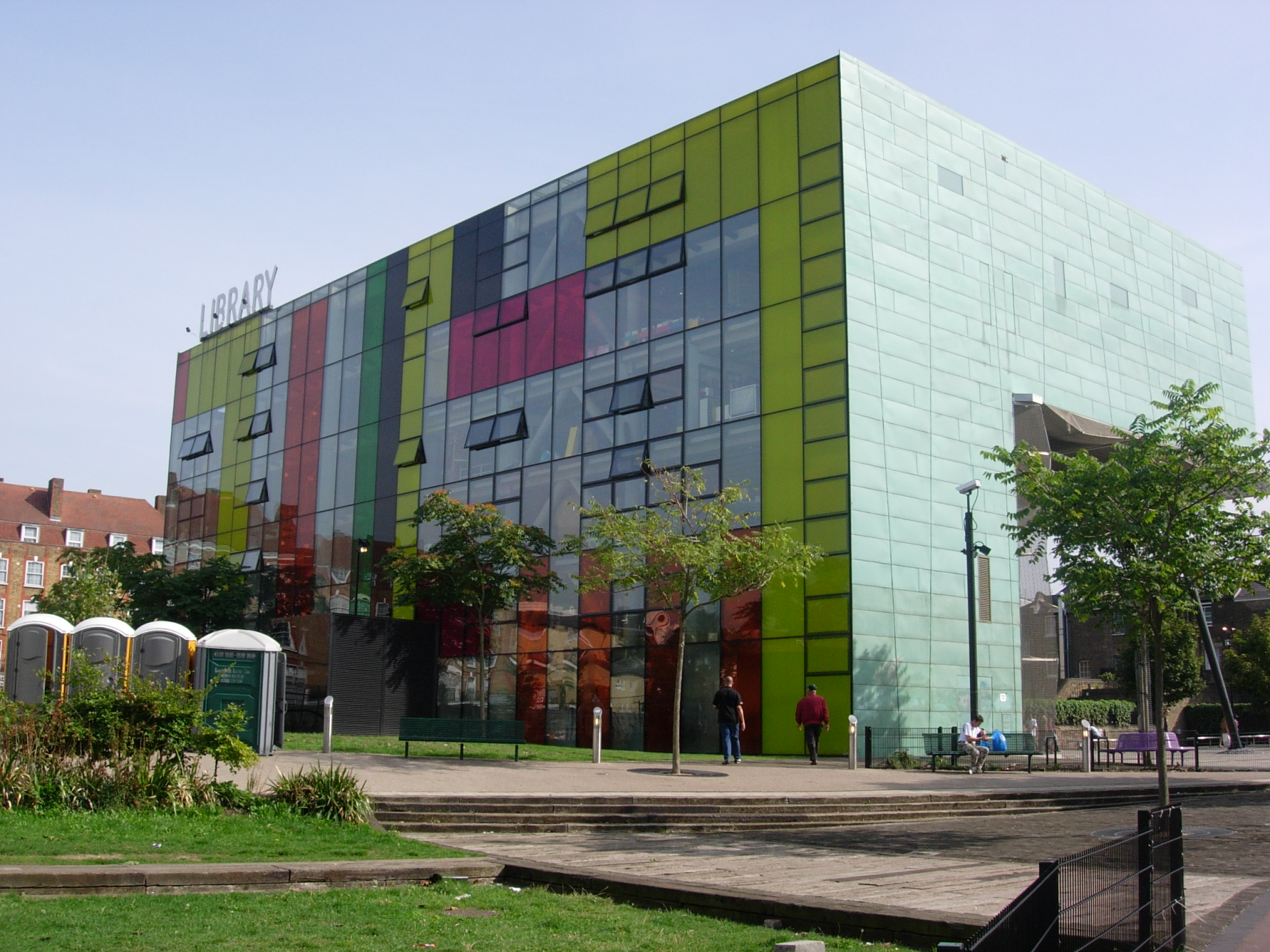
الخارج
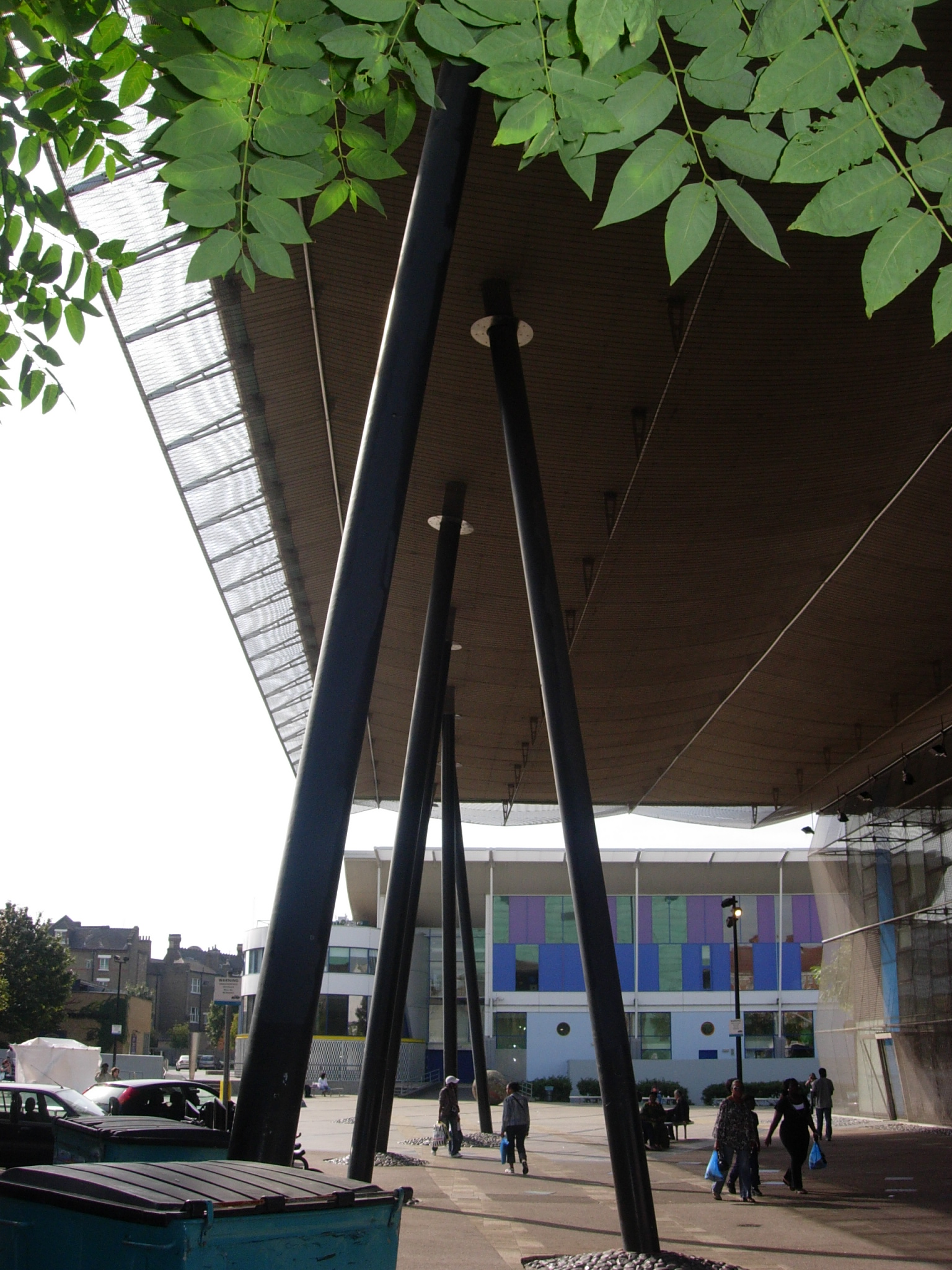
عرض يظهر الأعمدة القطرية
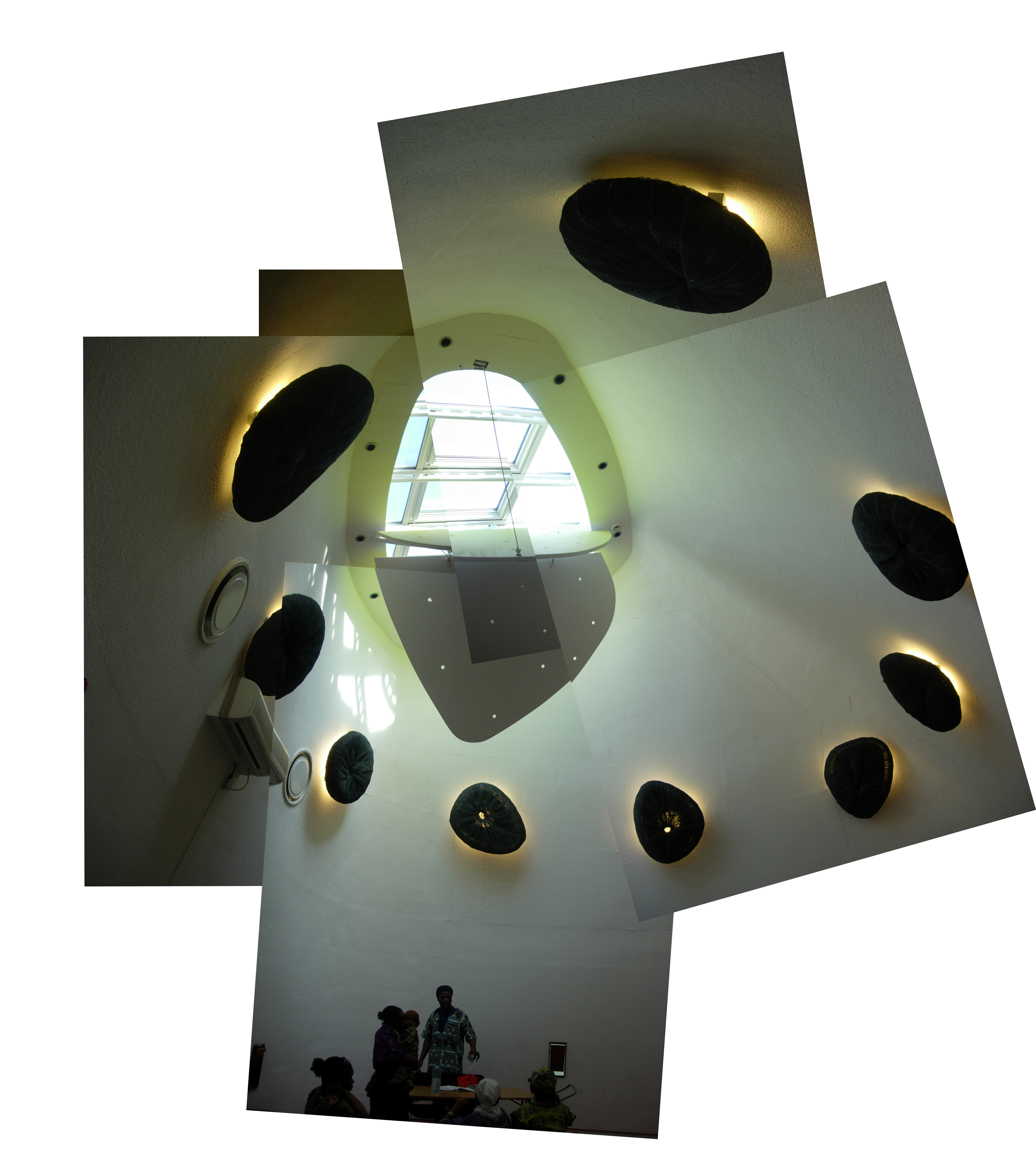
منظر داخلي لحجرة غرفة الاجتماعات
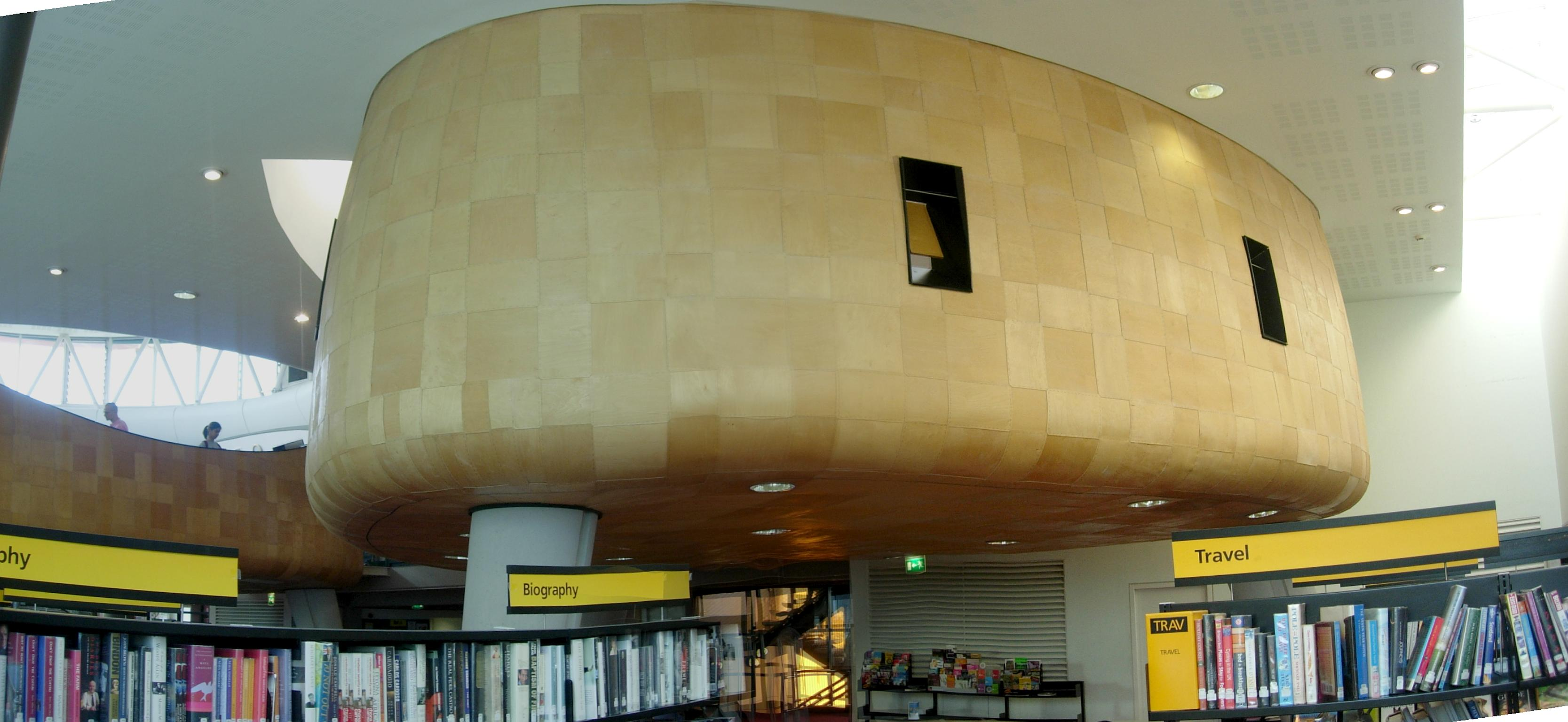
مساحة المكتبة الرئيسية
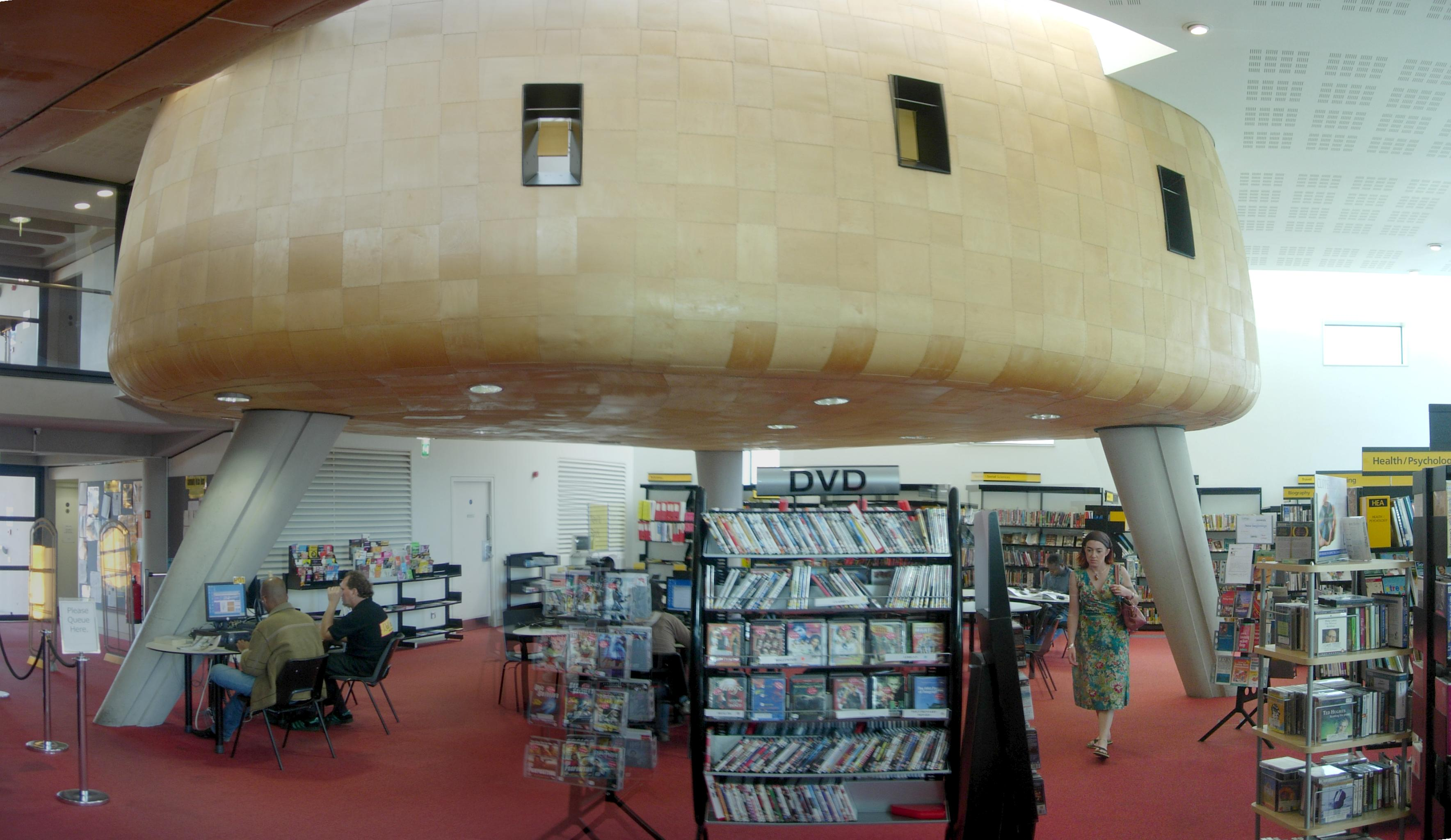
مساحة المكتبة الرئيسية
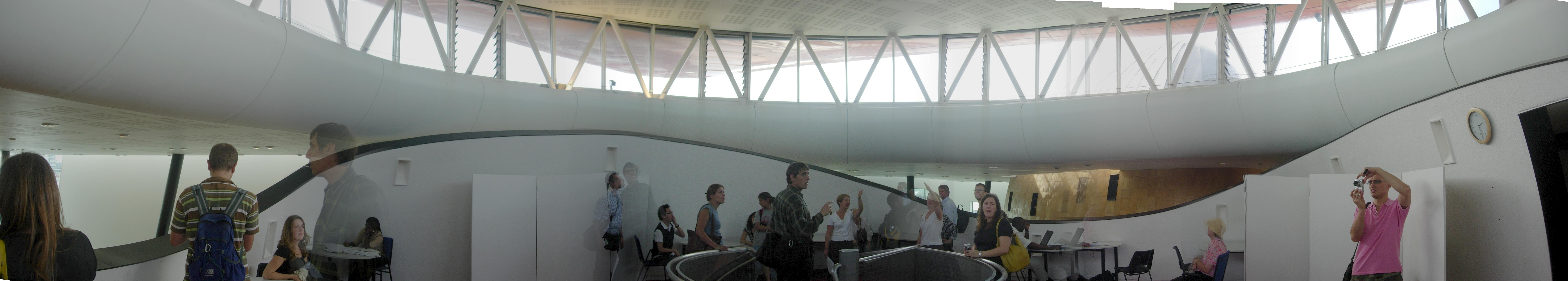
منظر للحجرة المركزية

## روابط خارجية
- Peckham Library on Southwark Council site
- Peckham Library & Media Centre نسخة محفوظة 11 أكتوبر 2011 على موقع واي باك مشين. architecture page on Open University site
- Peckham Library, London, UK guide on BBC h2g2 site